# Ford EXP

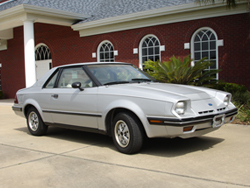
Ford EXP première génération (1982-1985).

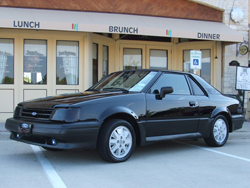
Ford EXP seconde génération (1986-1988).

La Ford EXP est automobile produite par Ford. Présentée au Salon de l'automobile de Chicago elle a ensuite été produite à partir de 1982 et vendue seulement aux États-Unis.
Ses ventes ont été décevantes et sa fabrication a été interrompue en octobre 1988.

## Développement
En 1980, la Ford Motor Company était entrée dans une période de transition majeure. Après le licenciement de Lee Iaccoca (devenu PDG de Chrysler), le président, Henry Ford II, a pris sa retraite et le styliste en chef de Ford, Eugene Bordinat, a également démissionné.
À la fin des années 1970, les constructeurs automobiles du monde entier sont poussés à fabriquer de petites voitures économes en carburant; cela a été initié par l'embargo pétrolier de l'OPEP du 17 octobre 1973-1974. Cet embargo comprenait une augmentation des prix du pétrole de 70%, provoquant de longues files d'attente dans les stations-service et une flambée des prix de l'essence. Les gens exigeaient plus de miles pour leurs dollars d'essence. À la fin de la décennie, cela a conduit les constructeurs automobiles des États-Unis, du Japon et de l'Allemagne de l'Ouest à repenser l'adage selon lequel «plus c'est grand, mieux c'est».
Le monde répondrait avec des voitures plus petites. Une deuxième crise énergétique et une nouvelle récession ont suivi en 1979-1982. Ford a étudié une voiture de banlieue deux places appelées Super Gnat. Elle devait avoir un moteur trois cylindres avec un empattement de seulement 1 981 mm. De plus, Ford a construit le concept car Mustang RSX, explorant un dérivé deux places légèrement plus petit que la Mustang.
Pour remplacer la Ford Pinto vieillissante, la société a commencé le développement de la Ford Escort à la fin des années 1970. Bien qu'à l'origine destinée à être une «voiture mondiale», la version nord-américaine partageait peu de choses en dehors de son moteur, de sa suspension et de son nom dans la conception finale.
La base de l'Escort dans le développement de l'EXP est issue de la recherche marketing de l'entreprise. Ford a estimé que le nombre croissant de ménages à une ou deux personnes, combiné au style de vie du jeune public cible qui souhaitait une petite voiture sportive, les a amenés à la conclusion que les Américains voulaient une "petite voiture vivante, fiable, efficace, et belle". À l'inverse, si un client potentiel voulait de l'espace supplémentaire pour quatre ou cinq passagers, il achèterait une Escort, Mustang ou Fairmont. Tout comme une voiture de grand tourisme européenne, l'EXP serait un véhicule personnel pour deux personnes avec une zone de chargement à l'arrière pour le transport d'urgence de quoi que ce soit ou de n'importe qui d'autre.
Alors que la Falcon est devenue la Mustang et que la Maverick est devenue la Granada, Ford a redessiné la ceinture de caisse de l'Escort et a transformé les sièges arrière en espace de chargement. La caractéristique distinctive entre les véhicules serait un tout nouveau hayon arrière et des tout nouveaux phares avant. Mercury a reçu une variante similaire de la Lynx, appelée LN7.
En comparant l'EXP à la Thunderbird originale, la division Ford, le directeur général Louis E. Latalf a déclaré: "Nous introduisons une autre biplace avec le même flair, mais l'EXP sera une voiture très abordable et très économe en carburant adaptée aux modes de vie des années quatre-vingt".
Le développement de la Ford EXP et de la Mercury LN7 a eu lieu à l'usine Ford de St Thomas en Ontario, l'usine qui produisait la majorité des EXP et LN7 et toutes les EXP et LN7 des années 1982 et 1983. Ici, les LN7 et les EXP étaient continuellement expérimentées et perfectionnées à mesure que davantage de technologies devenaient disponibles. Mais l'usine n'a produit des EXP que du 16 février 1981 au 5 août 1983 et des LN7 du 16 février 1981 au 30 juin 1983, à la fin de l'année modèle 1983, les deux voitures ont quitté l'usine de St Thomas pour les usines américaines, là ou toutes les EXP seront produites de 1984 à 1988.

### Origine du nom
Selon un article publié dans Popular Mechanics (mars 1981), les lettres EXP étaient censées représenter Erika Project Personal, où les voitures de projet sont désignées X. "Erika" vient du nom de code de l'Escort européenne.
Mais il est plus probable que les abréviations «EXP» et «LN7» ne soient que des variations différentes des modèles dont elles sont dérivées: «Escort» et «Lynx».

## EXP modèle de vente de 1980-1981
L'EXP arrivait mais Ford n'avait pas encore commercialisé ni décidé quels seraient certains de ses détails et options. Quelques EXP ont été construites uniquement pour la conception conceptuelle et la publicité. Ces EXP extrêmement rares partageaient le style de carrosserie des EXP et des LN7 à venir en 1982, mais comportaient de nombreuses choses qui seraient disponibles dans chaque EXP ou LN7. Elles étaient toutes peintes dans des couleurs vives avec du noir peint sur toute la voiture sous les lignes de pare-chocs et le bas de caisse et avaient un badge rond en argent où le logo Ovale Bleu de Ford se trouverait en 1982. Ces modèles se démarquaient particulièrement car ils avaient deux évents vers l'avant du capot au lieu des évents qu'ils y auraient plus tard sur les clips du pare-chocs avant, il manquait des bandes de pare-chocs sur les portes et les feux arrière étaient complètement rouges là où toutes les EXP produites avaient du noir autour des feux de recul. Une finition SS avec un arrière de style "bulle" - comme celle de la LN7 de 2e génération - de la peinture noire autour des fenêtres de porte de l'EXP étaient facultative - vue plus tard sur la 2e génération d'EXP - des jantes en aluminium à rayons ovales et des badges "1.6L" sur les ailes avant. Au moins 10 voitures ont été fabriquées au Canada et figuraient toutes dans un catalogue rare contenant uniquement les voitures et les personnes qui les accompagnaient. Aucune observation n'a été enregistrée depuis.
Les premières EXP non-concept ou prototype (blanche avec intérieur rouge) et LN7 (verte avec intérieur gris) sont toutes deux sorties de la chaîne le 16 février 1981. La première EXP est sortie de la chaîne par le premier ministre de l'Ontario, Bill Davis.
Ford s'attendait à fabriquer/vendre 200 000 EXP et 70 000 LN7 au cours de la première année modèle (1982), mais leurs chiffres de production ne répondaient qu'à la moitié de cette attente. Il est présumé qu'ils n'ont pas non plus atteint les chiffres de vente prévus.

## Première génération (1982-1985)
La carrosserie de l'EXP roulait sur l'empattement de 2 393 mm de l'Escort, avec traction avant et suspension indépendante à quatre roues des Ford européennes des années 1970. À 1 270 mm de hauteur et 4 267 mm de long, l'EXP était plus longue, plus basse et plus sportive que l'Escort nord-américaine. L'empattement de l'EXP est également proche de celui de la Mustang «à plate-forme Fox» de la même époque, différant de moins 25 mm de long.
Cependant, la performance n'était pas le point fort de la voiture, car l'EXP pesait environ 90 kg de plus qu'une Escort typique des années 1980, mais portait le même petit moteur quatre cylindres en ligne CVH 1,6 L de 71 ch (52 kW) et une boîte de vitesses manuelle MTX-I standard à 4 vitesses. Le moteur a été spécialement développé pour une efficacité énergétique sur le marché nord-américain, tandis que les modèles européens de ces moteurs tournaient plus vite et produisaient plus de puissance. À l'origine, il devait y avoir deux options de moteur disponibles; CVH de 1,3 litre et CVH de 1,6 litre, mais le choix a été fait de n'utiliser que la version plus grande. L'Europe s'est retrouvée avec toutes les variantes CVH tandis que l'Amérique du Nord n'a vu que les moteurs CVH de 1,6 litre et plus tard de 1,9 litre. La suspension est également celle des Ford Escort européennes des années 1980, partageant presque toutes les pièces avec les Escort nord-américaines des années 1980. Néanmoins, le numéro de mars 1981 de Car and Driver rapportait que leur EXP avec une transmission manuelle atteignait 5,3 L/100 km sur l'autoroute, un chiffre comparable aux voitures hybrides modernes.
La Ford EXP et la Mercury LN7 avaient un pare-brise fortement incliné, des passages de roue avec des lèvres proéminentes et de larges moulures de carrosserie latérales non loin du haut du passage de roue. La plus grande différence était le carénage arrière. L'EXP avait un coffre avec une trappe relevable, tandis que la LN7 utilisait un grand arrière de style «bulle». La calandre minimaliste de l'EXP se composait simplement de doubles lamelles horizontales sur le panneau avant incliné (la LN7 en avait dix). L'apparence de style «bulle» a été utilisée sur le plus grand coupé sport de Mercury dérivé de la Mustang, appelée Capri. Ces apparences ont rendu un coefficient de traînée faible pour l'EXP (0,37) et la LN7 (0,36) et ont également contribué à l'efficacité énergétique.
D'un prix considérablement plus élevé que celui de l'Escort, l'EXP comportait une longue liste d'équipements standard. Elle comprenait des freins électriques, une instrumentation complète, une moquette complète, un éclairage pour lecture de carte (sans toit ouvrant), un dégivreur de vitre arrière électrique, un déverrouillage du hayon électrique, une horloge numérique, un store de sécurité pour la zone de chargement et des jantes sensiblement plus larges que celles des Escort. Les modèles à transmission manuelle avaient un échappement sport. Les modèles à transmission automatiques avaient en option un interrupteur de coupure d'accélérateur grand ouvert pour l'embrayage du compresseur de climatisation. Les autres options comprenaient des évents au plancher et une direction assistée ou une climatisation et une direction manuelle, radio AM/FM, régulateur de vitesse, porte-bagages de toit, essuie-glace arrière, divers styles de siège et tissus, toit ouvrant amovible, rétroviseur à droite, pneus et suspension TRX, siège enfant et une très grande variété de couleurs à l'intérieur et à l'extérieur avec de nombreuses rayures et autres décalcomanies peintes.
Au début de l'année modèle 1982 complète, Ford a proposé une transmission finale optionnelle de 4.05:1 (sans frais supplémentaires) pour de meilleures performances. Plus tard vint une transmission à rapport rapproché avec un rapport de transmission final de 3,59:1 destiné au même objectif. Ford a également offert un jeu de tambours de frein arrière de 203 mm au lieu des tambours de frein arrière de 180 mm des autres EXP et Escort. Au fil des années, de nombreuses options de jantes sont devenues disponibles, mais les choix de couleurs sont devenus plus limités.
Enfin, en mars 1982, une version 80 ch (59 kW) du moteur CVH est devenue disponible (option High Output ou H.O.). Elle avait une compression plus élevée (9,0:1), un filtre à air à double entrée, échappement à restriction inférieure, un collecteur d'échappement bifurqué quatre-en-deux-en-un, des venturis de carburateur plus grands (un primaire de 32 mm et un secondaire de 34 mm par rapport aux 32 mm des deux venturis dans le moteur non HO) et un arbre à cames à levée plus élevée (0,289 mm).
Puis, au cours de la dernière semaine de septembre 1982, en coopération avec Bosch, Ford Canada a assemblé le premier moteur de 1,6 L à injection électronique multiport (IEM) pour l'EXP GT, ce qui lui confère la distinction d'être le premier modèle Ford offert avec cette option sur le marché américain. Bien que l'IEM avec le EEC IV soit un ajout au moteur CVH H.O., il produisait 89 ch (66 kW) dans un taux de compression de 9,5:1, une configuration atmosphérique lui donnant une affinité pour du carburant à indice d'octane plus élevé. Mais pour celles des régions plus élevées, l'option IEM 1.6 a été remplacée par le moteur HO 1.6, ce qui rend l'IEM 1.6 encore plus rare.

### Mercury LN7
La division Mercury de la Ford Motor Company commercialisait l'EXP sous le nom de Mercury LN7, tout comme la Ford EXP était une dérivée de la Ford Escort, la LN7 était une dérivée de la Mercury Lynx. Tout en partageant un groupe motopropulseur commun avec l'EXP, la LN7 différait légèrement dans son style. Comme sur la Mercury Capri, la LN7 a été conçue avec un arrière de style «bulle» à courbure convexe. De plus, les feux arrière étaient teintés de noir et la calandre avait un style légèrement différent avec 10 lamelles de calandre par rapport aux 2 de l'EXP.
La LN7 s'est vendue bien en deçà des prévisions de ventes et a été abandonnée après l'année modèle 1983 après qu'environ 40 000 exemplaires ait été vendues; par rapport au reste de la gamme des modèles Lincoln-Mercury, un coupé sport compact deux places n'était relativement pas à sa place.

### Finition de performance TR
La plus grande option pour 1982 sur les EXP et LN7 était la finition TR, elle serait disponible dans les modèles de 1982-1985.
La finition TR comprenait des pneus spéciaux Michelin TRX d'une taille métrique spéciale de 365 mm, soit entre des roues de 14 pouces et de 15 pouces de diamètre. Ces pneus fonctionnaient "bien", uniquement fabriqués par Michelin avec un composé de caoutchouc extrêmement souple et avec un dessin de bande de roulement semblable à celui des pneus d'entraînement des tracteurs de jardin. Tous ces facteurs ont permis des virages épineux, mais ils se transforment en poussière sous un freinage brusque et s'usent rapidement. Un seul vendeur vend le diamètre correct depuis aujourd'hui et l'offre est très limitée, ils ne sont plus fabriqués depuis les années 1990, donc ceux en vente sont tous des pneus qui ont maintenant plus de 25 ans, ce qui les rend dangereux pour une utilisation routière même s'ils sont stockés correctement. En tant que tel, le fournisseur dit explicitement "PAS pour une utilisation sur route" et "Aucune garantie ou caution", ce qui les rend bons pour des salons automobiles, mais toute vitesse supérieure à 40 km/h garantit qu'ils exploseront peut-être, même les pneus TRX parfaitement stockés sont généralement trouvés avec une pourriture/révision sévère. En raison de la nature des roues TRX, elles ne peuvent pas être redimensionnées en 14 pouces normales, ce qui rend les roues TRX presque inutiles.
Les autres pièces d'équipement TR étaient: Une valve plus rigide pour les jambes de force (les modèles Turbo avaient des Konis rouges) Ressorts avant à taux plus élevé (2 857 kg/m par rapport à 2 143 kg/m en standard) Barre stabilisatrice avant plus grande (26 mm par rapport à 24 mm en standard, les modèles Turbo en avaient de 27 mm) Douilles de suspension plus rigides Ressorts arrière progressifs à taux plus élevé (taux continu de 5 715–9 786 kg/m en standard par rapport à 3 482 kg/m)

### EXP Turbo Coupe
En 1984, Ford s'efforçait de conquérir le marché des jeunes, en particulier le jeune automobiliste aisé avec des offres telles que la Mustang SVO, la Thunderbird Turbo Coupe et la nouvelle EXP Turbo Coupe également construite par la Special Vehicle Operations (SVO) de Ford. Elle partageait la plupart des pièces fournies avec la McLaren ASC EXP; turbo, amortisseurs Koni, ressorts plus rigides, hauteur de caisse inférieure, freins améliorés et pneus Michelin TRX.
Dans le développement initial de la voiture, il y avait un plan pour ajouter une injection de carburant et un turbocompresseur pour considérablement augmenter la puissance, mais il n'y avait pas assez de temps pour l'introduire dans les 2 premières années de production. Le moteur CVH 1,6 L turbocompressé, disponible pour l'Escort et l'EXP, comportait un arbre à cames à levée élevée et des commandes électroniques EEC-IV. Avec un taux de compression de 8:1 et une pression de suralimentation allant jusqu'à 552 mbar, la puissance a été augmentée à 122 ch (89 kW), soit un gain d'environ 35% par rapport aux modèles à aspiration naturelle.
Toutes ces améliorations ont permis un temps de 0 à 97 km/h de 9 secondes et un temps du 402 m de 16,9 s à 132 km/h, ce qui n'est pas impressionnant pour aujourd'hui mais qui l'était pour l'époque. Les EXP à moteurs IEM ou HO à transmission 5 vitesses de 1983 ne conquerraient le 0–97 km/h qu'en 14 s et le 402 m en 20 s à 113 km/h (tout en fonction des options et de l'année du modèle). Mais même les EXP de 86-88 avec le moteur IEM HO de 1,9 L ne pourraient toucher le modèle Turbo avec un temps du 402 m de 17,5 s à 124 km/h.
La Turbo Coupe avait un pare-air avant unique et un aileron sur le couvercle du coffre arrière, avec un badge «Turbo» collé sur le pare-chocs arrière. Elle avait également une peinture bicolore avec une partie inférieure noire, un appliqué unique sur le montant C avec un lettrage EXP, évasement éclairantes noires et moulures de bas de caisse noires.
Ses seules caractéristiques optionnelles étaient la clim' (climatisation) et le toit ouvrant amovible. Sa transition de 1984 à 1985 comprenait le passage du volant à 3 branches (à rayons ronds) au volant à 2 branches (à rayons carrés), le passage du pommeau de levier de vitesses plus souple en 2 pièces et de la protection en vinyle au pommeau de levier de vitesses en 1 pièce et de la protection carré en caoutchouc et l'ajout (à l'époque) du troisième feu stop nouvellement mandaté par le gouvernement fédéral intégré dans le becquet (qui serait visible sur toutes les EXP à partir de 1986).

## Deuxième génération (1985-1988)
Au milieu des années 1980, les coupés sport compacts deux places étaient en vogue. En 1985, l'EXP trouve de la concurrence dans les Honda CR-X, Pontiac Fiero et Toyota MR2. Alors que les deux dernières étaient des véhicules à moteur central et à traction arrière, toutes étaient similaires à l'EXP, dérivant un certain nombre de composants de groupe motopropulseur et de châssis d'autres véhicules de production. Après quatre ans de production, l'EXP de première génération a été abandonnée au cours de l'année modèle 1985. Initialement commercialisé pour les acheteurs qui appréciaient l'efficacité énergétique par rapport à la haute performance, la Ford EXP commençait à lutter contre les véhicules plus récents. La qualité de construction et le raffinement étaient également inférieurs à ceux de ses concurrentes japonais.
En 1985, un groupe d'employés du montage de Ford a retiré une EXP de la chaîne et l'a améliorée avec des pièces de la Ford Escort de 1985½ mise à jour. Le "prototype" unique construit par les ouvriers de l'usine a été présenté au PDG de Ford, Donald Petersen, qui l'a aimé et l'a approuvé pour la production, en tant que modèle de "1985½".
Officiellement rebaptisée Ford Escort EXP, l'EXP de deuxième génération a abandonné les phares avant controversés et les ailes largement évasées au profit d'une version avec une carrosserie de Ford Escort standard, partageant ses phares encastrés et ses lentilles de clignotant ambre. L'Escort EXP a reçu un pare-chocs avant spécifique au modèle avec un pare-air intégré; comme l'Escort GT, l'EXP était produite avec sa propre calandre, qui se distingue par une seule fente sous l'emblème Ford. La carrosserie arrière est restée en grande partie la même; à l'exception du hayon de style "bulle" de la Mercury LN7 devenant standard; les lentilles de feux arrière gris introduites en 1985 ont été conservées. Pour correspondre aux pare-chocs avant abaissés, les pare-chocs arrière ont été redessinés.
En plus de l'extérieur, l'intérieur de l'EXP a été repensé pour correspondre au reste de la gamme Ford Escort.

### Luxury Coupe (1985.5-1988)
La Ford Escort EXP Luxury Coupe était équipée de sièges en tissu et vinyle (ou tout en vinyle) à dossier bas (de la Ford Escort standard), d'une radio stéréo AM/FM, d'une console au pavillon, d'un rétroviseur gauche (de série), d'un tachymètre et d'un compteur journalier. De l'introduction en 1985½ à fin 1986, la Luxury Coupe venait avec un moteur quatre cylindres en ligne CVH de 1.9L avec un carburateur double corps, faisant 91 ch (67 kW). Pour 1987 et 1988, le moteur de 1,9 L était équipé d'une injection de carburant, appelée CFI (Central Fuel Injection) par Ford, tout en produisant encore 91 ch (67 kW).

### Sport Coupe (1986-1988)
Introduite pour 1986, la Ford Escort EXP Sport Coupe a été produite jusqu'en 1988. Extérieurement distingué par des jantes en alliage de 15 pouces, des doubles rétroviseurs électriques et des phares antibrouillard, la Sport Coupe était équipée de composants de la Ford Escort GT, notamment des améliorations de la suspension et des freins et des sièges baquets sport. Équipé d'une console centrale, la Sport Coupe était équipée d'un moniteur de systèmes (avec des LED comme indicateurs d'avertissement pour les phares, les feux arrière et le niveau de carburant). La Sport Coupe était équipée d'une version 107 ch (79 kW) du moteur CVH de 1.9 L, équipé d'une injection de carburant multiport. Pour 1987, la puissance a été portée à 117 ch (86 kW).

## Arrêt
Depuis son introduction en 1982, les ventes de l'EXP n'ont jamais été aussi fortes que les responsables marketing de Ford l'avaient prévu. Après l'introduction de véhicules compétitifs 2 places (comme la Pontiac Fiero et la Honda CRX), les acheteurs se sont tournés vers des véhicules plus performants. Au cours des années 1980, les tarifs d'assurance des voitures 2 places ont augmenté par rapport à ceux des voitures avec siège arrière, créant un élément dissuasif distinct pour les acheteurs.
Au sein de Ford, le développement de la Ford Mustang a joué un rôle distinct dans la disparition de l'EXP. En 1982, Ford a commencé à travailler sur la Mustang de quatrième génération; commencé à travailler sur un «design de demain», l'objectif était de faire passer la Mustang depuis la traction arrière vers la traction avant, augmentant ainsi le rendement énergétique; à la place de la plate-forme Fox, la Mustang deviendra l'homologue de la Mazda MX-6. À l'époque, General Motors envisageait une refonte similaire pour la Chevrolet Camaro et la Pontiac Firebird d'ici 1990.
Au milieu des années 1980, lorsque le public a appris l'existence de plans pour une Mustang à traction avant, elle a suscité une réaction négative de la part des acheteurs et des concessionnaires, ce qui a conduit Ford à reconsidérer sa décision. Cependant, comme la voiture à traction avant était bien avancée dans le cycle de développement, Ford a choisi de la mettre en production, la renommant Ford Probe (après une série de concept-car de Ford aérodynamiquement avancés). Comme Ford ne pouvait pas se permettre le chevauchement de trois coupés sport compacts de production sur le marché (aux côtés des Ford Festiva, Ford Escort et Ford Tempo deux portes), la société a choisi d'arrêter l'Escort EXP, car c'était la plaque signalétique à plus faible vente.
En octobre 1988, après une production de plus de 225 000 Ford (Escort) EXP, la Ford Escort EXP finale est sortie de la chaîne de montage.

## Production
| Production totale de Ford (Escort) EXP/Mercury LN7 | Production totale de Ford (Escort) EXP/Mercury LN7 | Production totale de Ford (Escort) EXP/Mercury LN7 | Production totale de Ford (Escort) EXP/Mercury LN7 |
| Année                                              | Ford EXP                                           | Mercury LN7                                        | EXP & LN7 combinés                                 |
| -------------------------------------------------- | -------------------------------------------------- | -------------------------------------------------- | -------------------------------------------------- |
| 1982,                                              | 98 256                                             | 35 147                                             | 133 403                                            |
| 1983,                                              | 19 697                                             | 4 528                                              | 24 225                                             |
| 1984                                               | 23 016                                             |                                                    |                                                    |
| 1985                                               | 26 462                                             |                                                    |                                                    |
| 1986                                               | 30 978                                             |                                                    |                                                    |
| 1987                                               | 25 888                                             |                                                    |                                                    |
| 1988                                               | [ lower-alpha 1 ]                                  |                                                    |                                                    |
| Total                                              | 224 297                                            | 39 675                                             | 263 972 (au total)                                 |

1. ↑  Chiffre complet inconnu; Production d'EXP incluse avec les Ford Escort pour 1988
2. ↑  Total de 1982-1987; Production de 1988 inconnue

## Variantes

### EXP/LN7 cabriolets
Ford expérimentait le potentiel de l'EXP avec les nouvelles EXP et LN7 de 1982. Quelques-unes de chacune ont été transformées en modèles convertibles. Ces modèles sont très rares car Ford n'a pas vendu plus que les 28 LN7 estimées et enregistrée et les 8 EXP qui ont été produites, sans parler du type de coûts impliqués dans la conversion de ces voitures. Les 8 EXP ont été converties par Dynamic Conversions à Hillsdale, Michigan. Les 28 LN7 ont été converties par l'équipe d'Andy Hotten dans l'usine Ford de St Thomas où la plupart des EXP et LN7 étaient construites. On rapporte que très peu de ces modèles décapotables existent aujourd'hui.

### EXP EV
Une nouvelle expérimentation de Ford avec leurs EXP a abouti à la production de quatre EXP entièrement électriques. Ces EXP de 1982, sélectionnés, sont alimentés par des moteurs électriques GE (General Electric) de 39 CV et des pièces Soleq, toutes construites ensemble par Electric Vehicle Associates (EVA) de Cleveland, OH. EVA a utilisé sa technologie à partir des Escort qu'ils ont fabriquées (les «EVcort»). La production des deux véhicules était limitée car les coûts de conversion de ces deux voitures étaient bien au-delà des valeurs d'origine des voitures. Son autonomie d'origine est estimée entre 30 et 97 km avec une vitesse de pointe de 97 km/h. Cette idée ne répondait pas non plus aux attentes car ces EXP manquaient à la fois de sportivité et de praticité. On ne sait pas si EVA a continué à convertir des EXP et des Escort à leurs propres frais.
De nombreuses autres EXP seraient soumises à la propulsion électrique, mais pas aux frais de Ford. C'était une compétition populaire dans les collèges, les écoles de technologie et les universités de convertir des petites voitures comme les EXP en énergie électrique et ensuite de les faire rivaliser avec d'autres écoles. Les performances générales, l'endurance et l'efficacité des voitures étaient impliquées dans ces compétitions.

### EXP ASC/McLaren
En 1982, l'American Sunroof Company (ASC) et McLaren auraient équipé deux EXP de toits ouvrants, de véritables coffres à malle, d'effets au sol et d'aspiration chargée. ASC (American Sunroof Corporation) a fait les modifications cosmétiques et McLaren a fait les modifications de performance. L'une a les modifications suivantes : un compresseur, un turbocompresseur, une direction plus serrée, une hauteur de caisse plus courte de 25 mm, des sièges de course Recaro, une suspension TRX, des amortisseurs KONI, deux pompes à carburant, une injection de carburant, des montants usinés (pour le dégagement des roues), une direction assistée améliorée et freins à valve partielle. Cette EXP ASC McLaren produit 122 ch (89 kW). Ford avait déjà ses propres toits ouvrants amovibles en option pour toutes les EXP et LN7, mais ils ont plus tard (1984-1985) ajouté leurs propres effets au sol, des arrières de style «bulle» et des spoilers pour économiser de l'argent et des EXP turbocompressés produits par Ford eux-mêmes avec la même quantité de puissance. L'autre EXP n'a pas encore été repérée.

## EXP et LN7 promotionnelles

### LN7 Scoundrel 500
Dans le cadre de la promotion de Weinstock, un lot sélectionné de Mercury LN7 a été construit avec un intérieur noir, un extérieur violet et des rayures dorées le long de la carrosserie et sur les bandes de pare-chocs noires. Ces LN7 avaient toutes les options d'usine disponibles et ne pouvaient être gagnées que par des inscriptions au tirage au sort (non ouvert aux employés de Weinstock ou de Ford). En plus de recevoir une LN7, les gagnants recevaient un chèque-cadeau de 1 000 $ de Weinstock. Si un gagnant avait déjà commandé une LN7, il pouvait être remboursé en totalité et sa LN7 commandée devenait une Scoundrel Edition s'il le souhaitait. On suppose que seuls 500 de ces LN7 ont été fabriquées.

### LN7 Budweiser King
Un autre événement de tirage au sort promotionnel impliquait de rares répliques de LN7 de la Budweiser Race Team en 1982. Le grand prix du tirage était une LN7 normale (fournie par la Ford Motor Company) peinte pour parfaitement correspondre à la vraie voiture de piste de course, un seul modèle existe et on ne sait pas où il se trouve. Les premiers prix étaient des billets pour deux événements nationaux de la NHRA. Les deuxièmes prix étaient quatre répliques de kart Budweiser, huit autres ont été gagnés lors de certains événements de la NHRA. On ne sait pas combien ont été fabriqués, mais ils ont tous été construits par la Ford Motor Company avec des moteurs de 3 CV les alimentant jusqu'à 24 km/h.

## GN34
Au moins une EXP de première génération a été modifiée en tant que «mule de test» pour le moteur V6 SHO de 3,0 L co-développé entre Ford et Yamaha et faisait partie du programme GN34 de Ford pour développer une voiture de sport à moteur central. Certaines ont été fabriquées à propulsion avec le V6 Yamaha exposé dans l'arrière de style "bulles", tandis que d'autres étaient des modèles à traction intégrale avec également le V6 sous le hayon. Certains V6 ont été perforés de 3,0 à 3,2 à 3,4 à 3,6 litres, tous accouplés à une transmission ZF-5[réf. nécessaire].
On ne sait pas combien de mules de test basées sur EXP ont été construites; les prototypes ultérieurs étaient des conceptions personnalisées. La voiture de sport à moteur central GN34 a été abandonnée à la fin des années 1980, le moteur V6 Ford-Yamaha conduisant à l'introduction de la berline sport Ford Taurus SHO.

## Sport automobile

### LN7 de 1981
Une rare Mercury LN7 a également été spécifiquement convertie pour la série mondiale PPG CART Indy Car de 1981. Elle comportait un spoiler de bas de caisse avant spectaculaire, conduits de refroidissement des freins juste devant les roues arrière, jantes en aluminium Apache-5 de 14 pouces, caches de phare et antibrouillard clairs (à des fins de vitesse aérodynamique) et un aileron arrière enveloppant fourni par ASC (American Sunroof Company) et Ford.
Le groupe motopropulseur était une première version turbocompressée du CVH de 1.6L construit par Jack Roush et le SVO de Ford, avec une version retravaillée du carburateur à 2 barrils Motorcraft 2150, pistons TRW forgés à froid pour une compression de 8,5:1, bielles d'usine magna-fluxées et polies, tête à orifice avec sièges de soupape à 3 angles fraisés à 2 mm, arbre à cames et poussoirs, joint de culasse du moteur CVH de 1.6L européen, un turbocompresseur ajoutant seulement 0,5 bar (mais capable de fournir 1 bar avec du carburant de course), carter d'huile de 6 pintes personnalisé et injection d'eau-alcool, ajoutant jusqu'à 7 000 tr/min (limité électroniquement) et 182 ch (134 kW) (aucun résultat dynamométrique n'a été enregistré au-dessus de 0,5 bar de suralimentation).
La transmission est une transmission manuelle à 4 vitesses Escort/Lynx/EXP/LN7 d'usine imprimée en bleu avec un soin extrême et des tolérances serrées du niveau de l'aviation, ce qui lui permet de gérer à la fois les 182 ch (134 kW), 7 000 tr/min d'entrée et des vitesses de pointe d'environ 200 km/h.
La suspension a également dû être fortement modifiée pour gérer 200 km/h et une gestion de virages rapide. Cela nécessitait une barre stabilisatrice plus épaisse, hauteur de caisse inférieure, augmentation de la raideur des ressorts de 15%, amortisseurs Koni tout autour et suspension arrière redessinée et entièrement réglable.
L'intérieur est proche des spécifications d'usine avec l'ajout de plusieurs voyants d'avertissement et d'une jauge de suralimentation, cage de protection complète, pile à combustible, contre-mesures d'incendie et sièges sport ASC/McLaren avec harnais à 4 points.
En dehors du "1982 CART Indy World Series News Media Guide", il existe très peu de photos de la voiture, mais elle est actuellement exposée au Roush Racing Museum avec l'EXP PPG Pace de 1982 parmi quelques spécimens de Ford GN34.

### EXP de 1982
Une Ford EXP rare est une voiture spécifiquement convertie pour servir de voiture de course CART Series PPG Indy Car World Series en 1982. Cette voiture porte une face avant conique et un arrière unique avec un becquet intégré à la carrosserie, tous deux rappelant un ancien prototype d'EXP. Elle est également élargie à chacun des quatre panneaux de quart de la voiture, censé laisser de la place à un V6 SHO Ford-Yamaha à l'avant ou éventuellement à l'arrière, comme l'expérience EXP GN34 susmentionnée. Il est également possible d'accueillir un autre moteur CVH de 1.6L construit et turbocompressé par Jack Roush et le SVO de Ford.
Il existe très peu de photos de la voiture, mais elle est actuellement exposée au Roush Racing Museum avec la LN7 PPG Pace Car de 1981 parmi quelques spécimens de Ford GN34.

### EXP/LN7 de la SCCA
Ford a fourni 3 voitures EXP/LN7 pour les courses de compétition SCCA en 1981–1983.
Une voiture a été fabriquée avec PBS. Ce qui était auparavant une LN7 a été transformé en une voiture de course de compétition grâce à des parties de carrosserie en fibre de verre, suspension de course et un moteur CVH PBS de 2.0L (1.6L de Ford) couplé à une transmission à 5 vitesses. Une deuxième voiture a été transformée en voiture de rallye de compétition par Blume Power Inc. pour le pilote "Dick Turner" qui aurait été propulsé par propulsion et hébergeant un V8 sous le capot. La troisième voiture était une autre voiture de circuit comme la LN7 PBS mais on en sait peu sur cette voiture de course.